# Казанский монастырь (Колюпаново)
Каза́нский монасты́рь — женский монастырь Белёвской епархии Русской православной церкви, расположенный в селе Колюпаново Алексинского района Тульской области. Святой источник блаженной Ефросинии, относящийся к монастырю, имеет статус памятника природы регионального значения.
Монастырь создан в 1995 году при восстановленной церкви над могилой блаженной Евфросинии Колюпановской. Включает церковь в честь Казанской иконы Божией Матери, церковь в честь Троицы Живоначальной и часовню у источника.

## История
По местному преданию, рядом с деревней Колюпановкой существовал храм ещё до разорения Алексина поляками и литовцами в Смутное время. О первом храме никаких сведений не сохранилось, кроме того, что он стоял на самом берегу Оки.
Второй деревянный храм построен в 1695 году, как гласила надпись на храмозданном кресте, в километре от Оки. Этот храм сгорел от удара молнии в 1779 году, причём его храмовая икона Казанской иконы Божией Матери не пострадала и с другими предметами церковной утвари была перенесена в соседнюю Николаевскую церковь села Фомищево.
Новый храм в селе из-за недостатка средств строить не предполагалось. Но по преданию, Казанская икона явила чудо — она исчезла из церкви села Фомищево и появилась напротив сгоревшего храма. После произведённого дознания, что икона не могла быть вынесена кем-либо из храма и доставлена на пожарище, местные помещики Пушкины-Бобрищевы поместили её в своём доме и исходатайствовали в 1781 году разрешение построить в селе храм во имя этой иконы, на средства помещика каптенармуса лейб-гвардии Преображенского полка Михаила Александровича Бобрищева-Пушкина. Здание деревянного храма с колокольней было построено и освящено в 1783 году.
В 1845 году в Колюпаново пришла жить юродивая Ефросиния. Храм был заново перестроен в 1854 году при особом старании приходского священника Павла Просперова. В начале XX века в храме устроен придельный алтарь в честь святых мучениц Веры, Надежды, Любови и матери их Софии. В храме имелись местночтимые иконы: Божией Матери Казанская и Божией Матери Троеручицы. Штат составляли священник и псаломщик, которые получали процент с выручки и пользовались церковной землёй в количестве 36 десятин.
Согласно указу Тульской духовной консистории 1909 года, при церкви заведена специальная книга, куда записывали явленные чудеса Евфросинии. Над могилой была поставлена деревянная гробница с чугунной плитой, на которой написано: «Евфросиния Неведомая. Буяя мира избра Бог, да премудрыя посрамит». В 1914 году над могилой установлена деревянная с позолотой сень.
В советское время храм был разорён, а в 1931 году здание храма сгорело.
Церковь с мощами посетил Алексий I ещё до избрания патриархом, в 1959—1974 годах неоднократно у источника была Марина Цветаева.

## Современность
Свято-Казанский женский монастырь в селе Колюпаново учреждён 16 июля 1995 года согласно указу патриарха Московского Алексия II. Со дня учреждения настоятельницей монастыря является игуменья Евфросиния (Кушнир). Монастырь построен по предсказанию блаженной Евфросинии, и она же указала на места будущих строений.
Монастырь посещают в год около 3000 туристов и паломников, он включён в туристические маршруты Тульской области.
Казанская церковь монастыря построена в 1993—1996 годах на месте старого деревянного храма 1783 года. Это одноглавый кирпичный храм с колокольней простой архитектуры. Святыней храма являются хранящиеся под спудом мощи блаженной Евфросинии.
Церковь Троицы Живоначальной возведена в 2000-х годах. Представляет собой одноглавый четверик с щипцовыми завершениями фасадов. К церкви примыкает трапезная и колокольня в духе классицизма.
Неподалёку от монастыря, над источником, выкопанным блаженной Евфросинией, обустроена деревянная часовня-сень в её честь. Рядом находятся две купели для паломников — мужская и женская.